# Cigaritis mozambica
The Mozambique Bar or Mozambique Silverline (Cigaritis mozambica) là một loài bướm ngày thuộc họ Bướm xanh. Nó được tìm thấy ở tropical Africa. In South Africa it is found from bờ biển của KwaZulu-Natal to the Drakensberg, then to Swaziland, the Orange Free State, Gauteng, Mpumalanga, the Limpopo Province và the North West Province.
Sải cánh dài 22–25 mm đối với con đực và 25–28 mm đối với con cái. Con trưởng thành bay quanh năm with peaks in cuối hè.
Ấu trùng ăn Sphenostylis angustifolia.